# دنیس کاری
دنیس کاری (انگلیسی: Denise Curry؛ زادهٔ ۲۲ اوت ۱۹۵۹) بازیکن سابق و مربی بسکتبال اهل ایالات متحده آمریکا است.